# Trsteník (přítok Oravice)
Trstenik je potok na horní Oravě, na území okresu Tvrdošín. Je to levostranný přítok Oravice, má délku 7,8 km a je tokem V. řádu.
Pramení v Skorušinských vrších, v podcelku Skorušina, na severozápadním svahu vrchu Javorinka (1123 m) v nadmořské výšce přibližně 1205 m. V pramenné oblasti teče nejprve na severozápad, zleva přibírá krátký přítok (862 m) ze severního svahu Bukoviny (1023 m) a pokračuje víceméně na sever. Z pravé strany pak přibírá krátký přítok z jihozápadního svahu Ostrého vrchu (942 m) , následně i přítok pramenící jižně od obce Brezovica také zprava a prudce se stáčí na západ. Z levé strany dále přibírá svůj nejdelší přítok (3,2 km) ze severozápadního svahu Bukoviny a pokračuje již v Oravské kotlině na sever až k soutoku s pravostranným přítokem od obce Brezovica. Pak se znovu stáčí západním směrem a na východním úpatí Starých lazů (697 m) se stáčí a obtéká celý masiv ze severu. Nakonec pokračuje k ústí západním směrem, protéká kolem soustavy rybníků na pravém břehu, teče okrajem města Trstená, v jehož blízkosti se v nadmořské výšce cca 594 m vlévá do Oravice. Na svém středním toku protéká bažinatých územím a výrazně meandruje.